# Kot Diji
Kot Diji is een nederzetting in Sindh, vooral bekend als archeologische vindplaats en typesite van de Kot Dijicultuur en vanwege Fort Kot Diji.
Kot Diji was ten tijde van de Kot Dijicultuur met zo'n 2,6 hectare een kleine nederzetting. Ook tijdens hoog-Harappa werd de nederzetting bewoond, maar tussen deze periodes bevindt zich een brandlaag. De site werd tussen 1955 en 1957 opgegraven onder leiding van F.A. Khan.

## Periode I
Periode I begon rond 3300 v.Chr. toen de nederzetting een grote weermuur van leemsteen en puin had met een citadel, gebied A, en een benedenstad, gebied B. Van de 16 lagen zijn er 13 uit deze periode.
Typische artefacten uit deze periode zijn terracotta beeldjes, rood en vaalgeel aardewerk met bruine banden en van een gehoornde god, pipal-bladeren, dieren en vissenschubpatronen en stenen werktuigen zoals sikkels van hoornsteen.
Het kenmerkende aardewerk uit deze periode is ook op andere sites gevonden waarbij deze lagen aangemerkt worden als Kot Diji-lagen. Enkele sites hebben net als Kot Diji een vestingwerk.

## Periode II
De brandlaag is een dikke afzetting die de lagen van de Kot Dijicultuur volledig afsluit van het daar bovenliggende hoog-Harappa. Ook bij andere sites uit deze periode zijn brandlagen gevonden zoals periode III in Gumla, periode II in Amri en periode I in Naushero.
De bovenste drie lagen zijn van de nederzetting ten tijde van hoog-Harappa.

## Fort

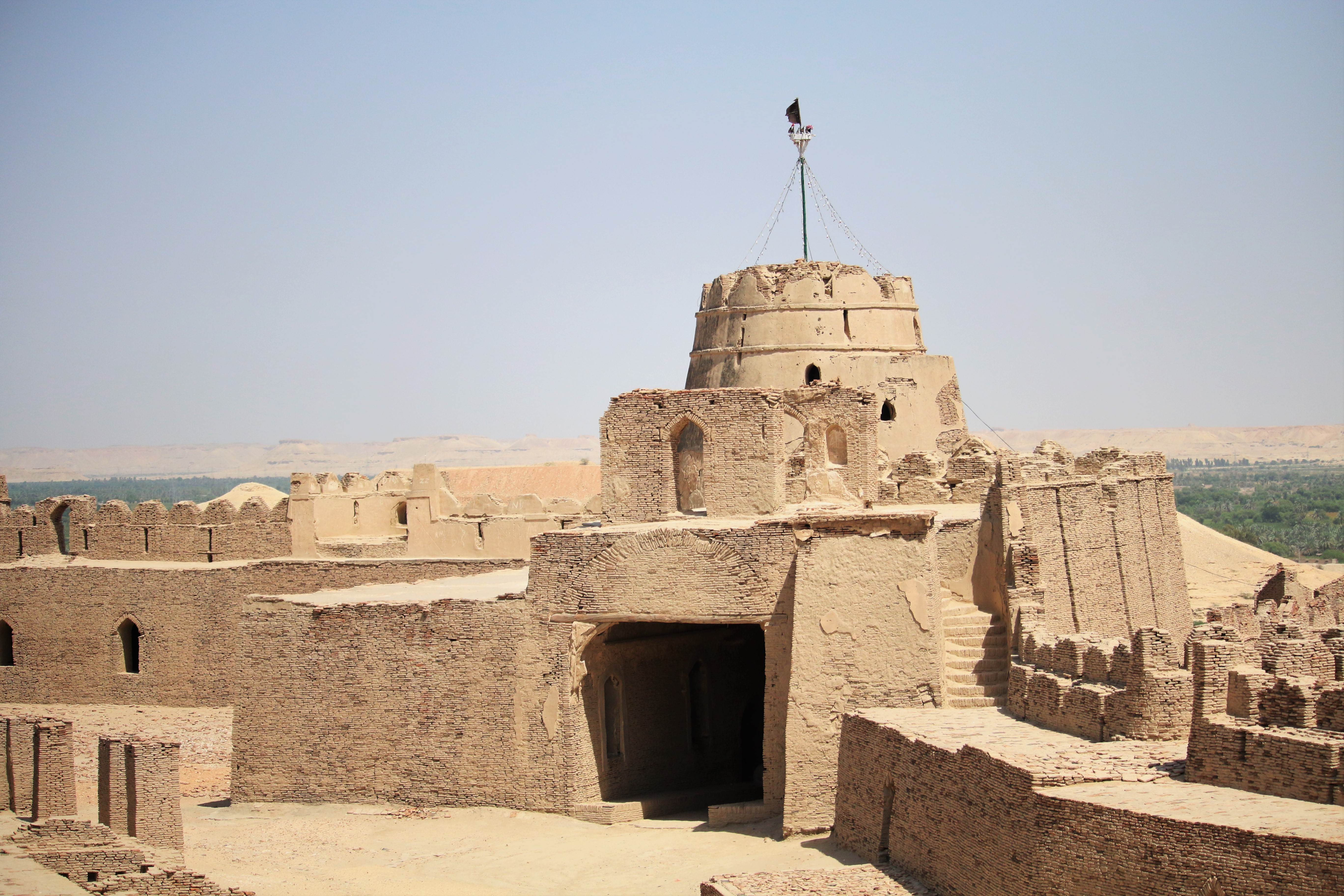
Fort Kot Diji

Tussen 1785 en 1795 werd door Mir Sohrab Khan Talpur op deze plaats Fort Ahmadabad gebouwd, tegenwoordig bekend als Fort Kot Diji. De naam van het fort van de Talpur-dynastie werd vergeten en is nu Fort Kot Diji.